# 李竟容
李竟容（1887年—1947年）字小蒼（又作曉滄），直隶贊皇人，中华民国军事及政治人物。

## 生平
李竟容生于清朝光緒十三年（1887年）。清末，以縣學生員入陸軍速成學堂，並参加中国同盟會。宣統元年十一月（1909年），入陸軍軍官學堂第三期，和李濟深、阮肇昌、齊燮元、劉光、鍾體道等是同期同學。宣統三年（1911年），陸軍軍官學堂更名為“陸軍預備大學堂”（民國元年更名为“陸軍大學”）。民國二年（1913年），李竟容从陸軍大學畢業。民国三年（1914年）1月，任天津鎮守使署參謀長（天津鎮守使為陸錦）。同年9月，任陸軍步兵中校。同年10月，免天津鎮守使署參謀長，由杜經田（陸大三期同學）繼任。民国五年（1916年）10月，獲四等文虎章。
民国六年（1917年）9月，李竟容署江西督軍公署（督軍陳光遠）參謀長。同年10月，任陸軍歩兵上校。民国七年（1918年）1月，任陸軍少將。同年8月，獲三等文虎章。民国八年（1919年）1月，獲二等文虎章，10月獲三等嘉禾章。民国九年（1920年）七月，加陸軍中將銜。民国十一年（1922年）6月，北伐軍击敗江西的北洋軍，督军陳光遠逃走，北京政府遂下令裁撤江西督軍。
民国十一年（1922年）9月，李竟容任山東督軍公署（督軍田中玉）參謀長。民国十二年（1923年）9月，任陸軍中將。同年12月， 任督理直隶軍務善後亊宜公署（督理王承斌）參謀長。民国十三年（1924年）2月11日，获授将军府允威將軍。
民国十六年（1927年），晉绥軍參加北伐，李竟容任騎兵第十師師長，隶属第十軍（軍長李维新）。後来，李竟容因功升任国民革命军第三集团军前敵總參媒長（前敵总指揮商震）。民国十七年（1928年）8月，任河北省政府委員（河北省主席商震）。不久，兼任敎導師（師長商震）副師長。民国十八年（1929年）2月，兼任第三編遣區辦事處（主任委員周玳）委員。同年7月，兼任河北省政府農矿廳廳長，负责捕蝗虫、鑿井、整理礦區。民国十九年（1930年）9月，東北軍入山海關，国民政府派王樹常爲河北省政府主席。同年11月，李竟容被免去河北省政府委員及農礦廳廳長等職务。
民国二十年（1931年），李竟容任山西省政府（山西省主席商震）秘書長。民国二十四年（1935年）5月，国民政府軍事委員會委員長武昌行營委派李竟容爲湖北省第九區行政督察專員兼該區保安司令，駐宜昌。同年6月，河北省政府改組，商震繼于學忠担任河北省主席，李竟容出任河北省政府委員兼財政廳廳長。同年7月，被免去湖北省第九區行政督察專員及該區保安司令职务，由王烈继任。同年12月，宋哲元接替商震担任河北省政府主席，并改組省政府，李竟容被免去河北省政府委員及財政廳廳長职务，由賈玉璋继任。
民国二十五年（1936年）1月，李竟容任陸軍第三十二軍副軍長（軍長商震）。同年3月18日，國民政府任命李竟容为陸軍中將。同年7月，獲國民革命軍誓師十週年紀烈章。民国三十年（1941年）11月，任考選委員會委員，但未赴任。民国三十一年（1942年）1月，改任河南省政府（河南省主席李培基）委員。民国三十三年（1944年）7月，河南省政府改組，劉茂恩任河南省主席，李竟容被免去河南省政府委員职务。民国三十四年（1945年）2月，李竟容再度被任命为考選委員會委员。同年7月，被考試院派往川西及西康視導公職候選人檢敷事宜，李竟容用了三个月完成了该任务。
民国三十六年（1947年）3月26日，李竟容因胃痫病逝，享年六十岁。